# اس‌ام یوبی-۱۱۹
اس‌ام یوبی-۱۱۹ (به انگلیسی: SM UB-119) یک زیردریایی بود که طول آن ۵۵٫۸۵ متر (۱۸۳٫۲ فوت) بود. این زیردریایی در سال ۱۹۱۷ ساخته شد.